# Biblioteca civica Gian Luigi Lercari
La Biblioteca civica Gian Luigi Lercari di Genova, possiede audiovisivi (143), periodici (119), giornali (8), volumi ed opuscoli (87000), libretti.

## Storia
La sua sede originale è stata nel Palazzo comunale di Piazza Manzoni 1. Con l'acquisto di Villa Imperiale da parte del Comune di Genova, nel 1919,  venne trasferita e vi è ospitata dal 1923.
Per il crollo di una porzione del soffitto del salone di lettura, venne trasferita temporaneamente in salita superiore Noce 41-43r, ove rimase durante i lavori (1994-2006) di restauro dell’affresco del Ratto delle Sabine di Luca Cambiaso. Il 20 gennaio 2006 è tornata nella sua sede storica di Villa Imperiale.
La biblioteca, nacque, nel 1915, come biblioteca popolare Aurelio Saffi su iniziativa di Gian Luigi Lercari, che vi diede vita con la donazione di una raccolta di 3.576 libri letterari, storici, scientifici, di cultura generale oltre che da parecchi opuscoli di vario argomento.
Il Lercali fu commerciante liberale, impegnato in progetti di cooperazione,  cultura e  assistenza. La sua idea fu quella di fornire libri e cultura alla popolazione della zona del quartiere genovese di San Fruttuoso, che da poco era entrata a far parte del comune di Genova.
Nel 1920 la biblioteca aveva un patrimonio librario con più di diecimila volumi. Nello stesso anno, il Lercari, donò anche la sua biblioteca personale di oltre 15.000 volumi antichi e pregiati per «una pubblica Biblioteca nella regione orientale della città  [...]  consideratoche la civica Biblioteca Beriana è ormai oberata di materiale e di lettori e nonfacilmente accessibile per una grande estensione di popolazione che va addensandosi sempre più verso l’oriente della Città» e la biblioteca prese il suo nome e collocata a Terralba nella Villa Imperiale.
Nel 1921 la sua inaugurazione. La guida della biblioteca venne affidata al giornalista e storico Amedeo Pescio. Il patrimonio librario fu accresciuto grazie a parte della libreria, rimasta nella villa e appartenuta al marchese Cesare Imperiale, oltre ai libri di Gian Vincenzo Imperiale e del cardinale Giuseppe Renato Imperiale, quelli del professor Sebastiano Canavesio di Mondovì, del Morselli, il carteggio Ricotti ed altre donazioni.
Nel 1930 vi confluì il residuo della raccolta Canevari, opere di medicina, che, in seguito, con altri carteggi sono stati trasferiti alla Biblioteca civica Berio.
Raggiunse così i cinquantamila volumi ed ebbe un pubblico di oltre ventimila presenze all’anno che nel 1931 supererà i 27.000 lettori.
Dal ’42, a causa della guerra, rimase la principale biblioteca cittadina e nel '51, una delle poche ancora aperte, giacché le altre erano chiuse o da ricostruire.
Dal 1971 villa Imperiale fu sede della Biblioteca per i fanciulli De Amicis, l'attuale Biblioteca Internazionale per ragazzi Edmondo de Amicis, trasferita nel 1999 ai Magazzini del cotone del Porto Antico di Genova.
Oggi il patrimonio librario della biblioteca Lercari è di 90.000 volumi, di cui circa 30.000 di pregio, quotidiani, periodici, raccolte, libretti d'opera, opere sul cinema, con circa 3.000 libri oltre a riviste.

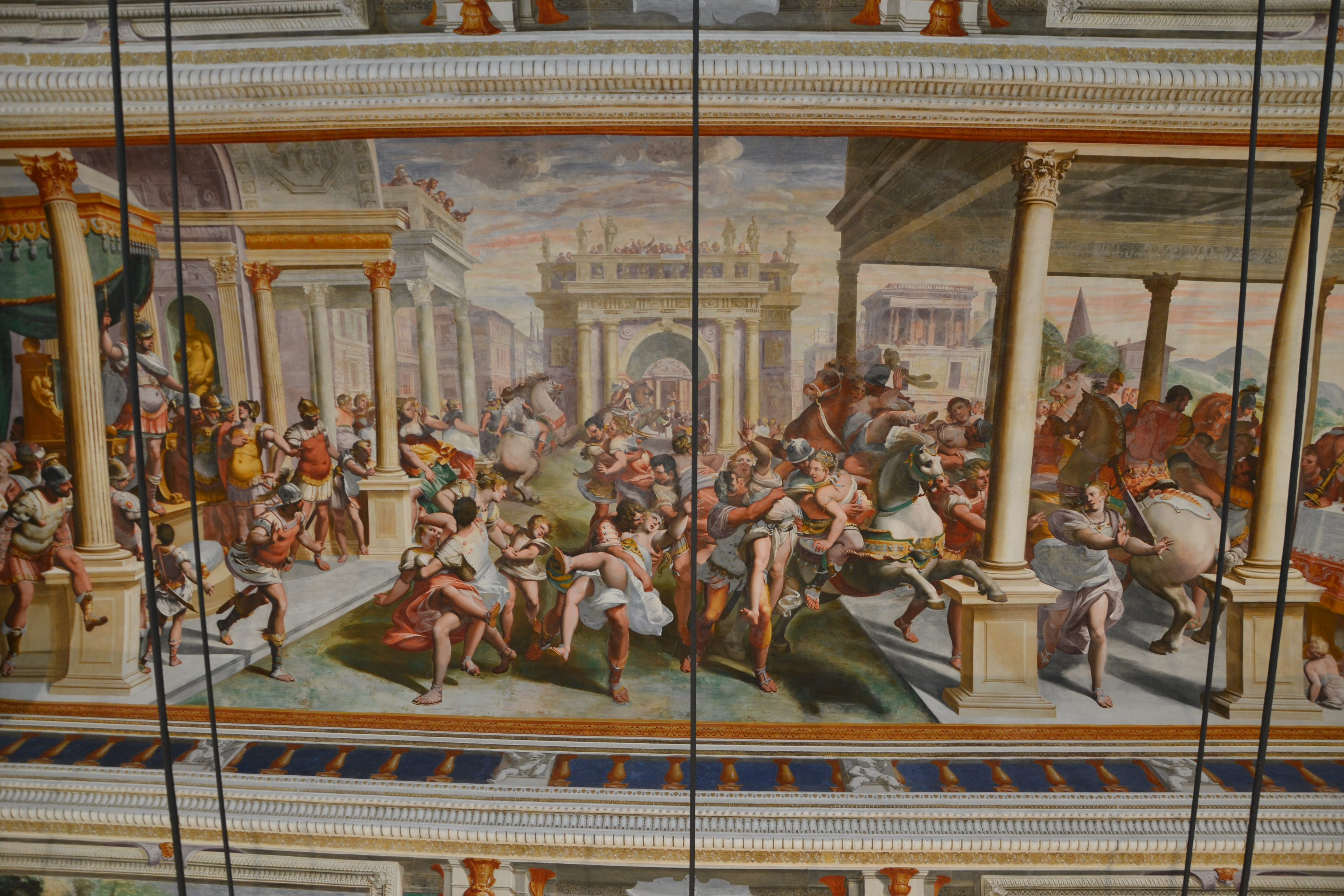
Ratto delle Sabine del pittore genovese Luca Cambiaso (1527-1585)

## Sede
Ha la sua sede, a Terralba, nella Villa Imperiale costruita da Lorenzo Cristoforo Cattaneo verso la fine del XV secolo.
Nel 1502 la villa ospitò Luigi XII, re di Francia, di cui si trova testimonianza nei gigli sulle volte nell’atrio d’ingresso. Nel '600 passò alla famiglia Salvago e, per matrimonio, alla famiglia Imperiale. Negli anni venti, fu acquistata dal Comune di Genova.

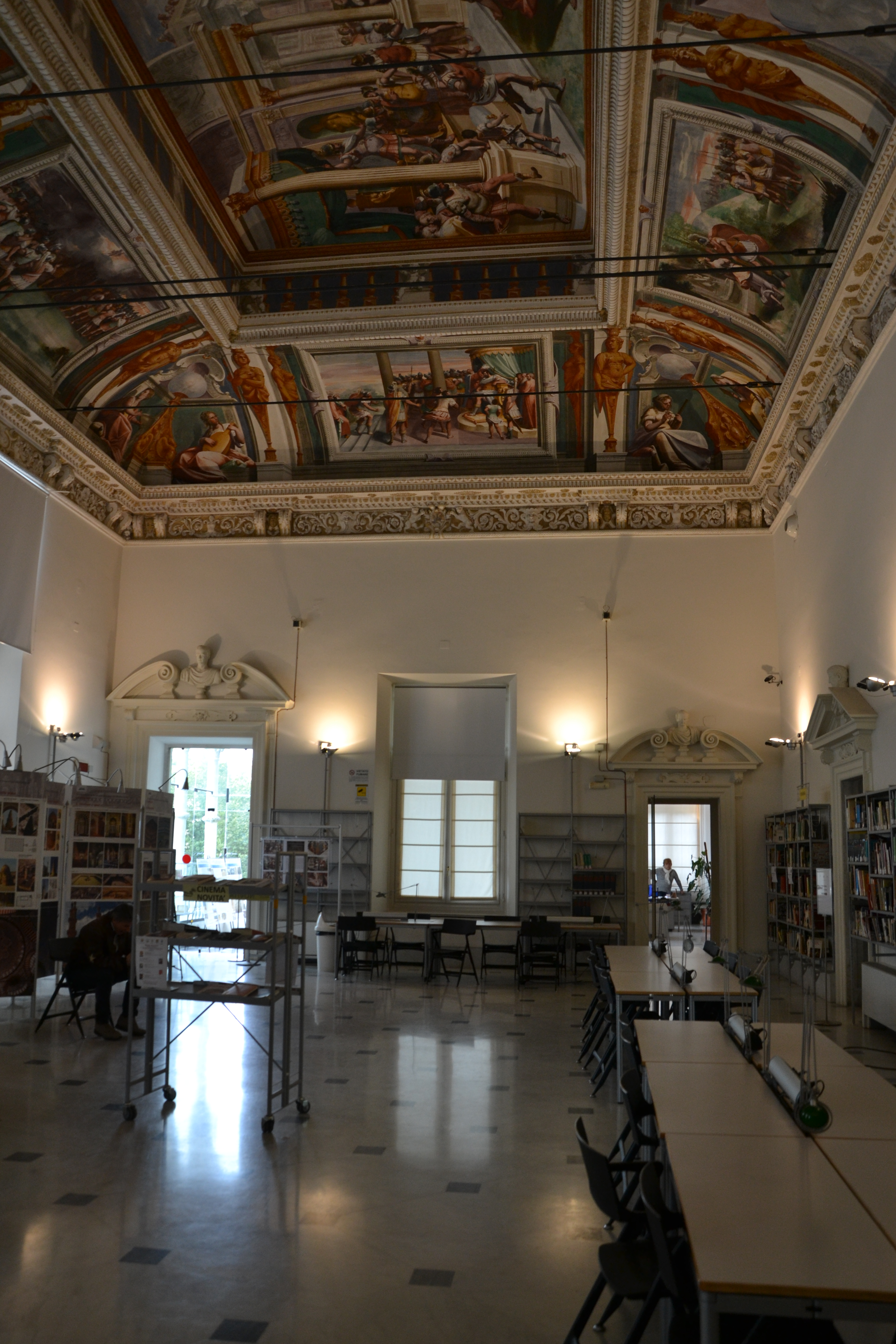
Ratto delle Sabine

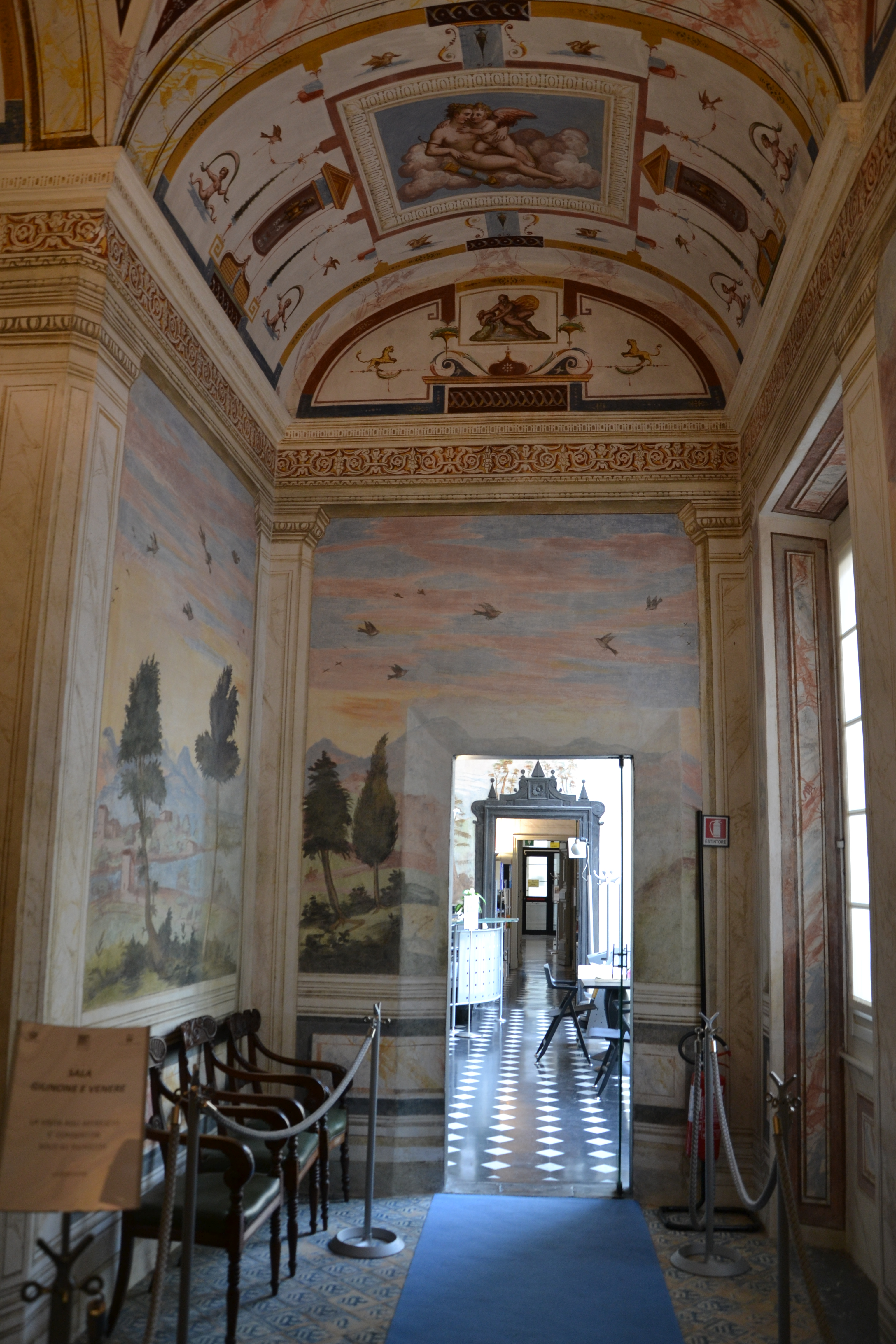
Saloni

Degne di nota sono, nel salone centrale, opere di Luca Cambiaso, tra cui l'affresco de Il ratto delle Sabine e nella cappelletta del piano nobile la Crocefissione. La villa ha poi vasto giardino.

## Servizi
È centro di pubblica lettura. Ha un programma di mostre, letture, incontri, iniziative culturali, proiezioni, salotti di lettura, gruppi di scrittura.